# Орхан Памук
Вижте пояснителната страница за други личности с името Памук.
Ферит Орхан Памук (на турски: Ferit Orhan Pamuk) е турски писател, придобил международна популярност през 1990-те години. Носител е на Нобеловата награда за литература за 2006 г.

## Биография
Орхан Памук е роден на 7 юни 1952 г. в Истанбул в семейство с добро обществено положение – баща му е директор на турския клон на IBM. Орхан Памук завършва Робърт колеж, по това време вече средно училище, след което учи архитектура в Истанбулския технически университет. През този период той започва да се занимава основно с писателска дейност. Завършва журналистика в Истанбулския университет през 1977, а от 1985 до 1988 посещава Колумбийския университет в Ню Йорк и Университета на Айова. През 1982 се жени, но през 2001 се развежда.
През 2005 г. две турски професионални асоциации завеждат наказателно дело срещу Орхан Памук заради негови противоречащи на турското законодателство изявления във връзка с Арменския геноцид от 1915 – 1917 и избиването на 30 000 кюрди от турското правителство. През януари 2006 обвиненията са отхвърлени по процедурни причини.
На 12 октомври 2006 г. е награден с Нобеловата награда за литература.
През 2021 г. срещу Орхан Памук е заведено дело по по обвинение в оскърбление на Ататюрк и турското знаме в новия му роман „Чумни нощи“ (на турски: Veba Geceleri).

## Творчество
В романите си, представителни за късния постмодернизъм, Памук се опитва да съчетае традициите на европейската литература и османската изящна словесност. Подчертан е интересът му към османската култура, сблъсъкът и взаимодействията между „източно“ и „западно“ са основната тема в „Името ми е червен“ и „Бялата крепост“. И двете книги са преведени на български.

## Отличия и награди
- 1979 Награда на вестник „Милиет“ в конкурс за нов роман (Турция) за романа му Karanlık ve Işık (поделена)
- 1983 Награда за роман „Орхан Кемал“ (Турция) за романа му „Джевдет бей и неговите синове“
- 1984 Награда за роман „Мадарали“ (Турция) за романа му „Безмълвният дом“
- 1990 Independent Foreign Fiction Prize (Великобритания) за романа му „Бялата крепост“
- 1991 Prix de la Découverte Européenne (Франция) за френското издание на романа му „Безмълвният дом“
- 1991 Награда „Златен портокал“ на филмовия фестивал в Анталия (Турция) за най-добър оригинален сценарий Gizli Yüz
- 1995 Наградата на „France Culture“ (Франция) за романа му „Черна книга“
- 2002 Prix du Meilleur Livre Etranger (Франция) за романа му „Името ми е Червен“
- 2002 Награда „Гринцане Кавур“ (Италия) за романа му „Името ми е Червен“
- 2003 Награда IMPAC (Ирландия) за романа му „Името ми е Червен“ (поделена с преводача Erdağ M. Göknar)
- 2005 Награда за мир на Германските книгоиздатели (Германия)
- 2005 Prix Médicis étranger (Франция) за романа му „Сняг“
- 2006 Нобелова награда за литература (Швеция)
- 2006 Награда за хуманизъм на Уошингтънския университет (САЩ)
- 2006  Орден за изкуство и литература (Франция)
- 2008 Награда „Овидий“ (Румъния)
- 2010 Награда „Норман Мейлър“ за цялостен принос (САЩ)
- 2012 Награда „Зонинг“ (Дания)
- 2012  Офицер на Ордена на Почетния легион (Франция)[3]
- 2014 Награда „Мери Лин Коц“ (САЩ) за романа му „Музей на невинността“[4]
- 2014 Награда „Табернакул“ (Северна Македония)[5]
- 2014 Награда „Европейски музей на годината“ (Естония)[6]
- 2014 Европейска награда за обществена съвест за културното наследство „Хелена Ваз“ (Португалия)[7]
- 2015 Награда „Ердал Йоз“ (Турция) за романа му „Странности в главата ми“
- 2015 Награда на фондация „Айдън Доган“ (Турция) за романа му „Странности в главата ми“
- 2016 Литературна награда „Ясна поляна“ (в категория „Чуждестранна литература“, Русия) за романа му „Странности в главата ми“
- 2016 Награда „Милован Видакович“ в Нови Сад (Сърбия)
- 2017 Голяма награда на Будапеща (Унгария)
- 2017 Литературна награда „Пламък“ (Черна гора)
- 2019 Golden Plate Award of the American Academy of Achievement[8]

### Почетни докторати
- 2007 Берлински свободен унииверситет – 4 май 2007
- 2007 Университет на Тилбург – 15 ноември 2007
- 2007 Босфорски университет – 14 май 2007
- 2007 Джорджтаунски университет
- 2007 Мадридски университет Комплутенсе
- 2008 Флорентински университет
- 2008 Американски университет в Бейрут
- 2009 Университет на Руан
- 2010 Тирански университет
- 2010 Йейлски университет
- 2011 Софийски университет
- 2017 Художествена академия „Брера“, Милано
- 2017 Санктпетербургски държавен университет[9]
- 2018 Университет на Крит
- 2023 Университет Париж Нантер[10]
- 2023 Университет „Адам Мицкевич“, Познан, Полша[11]

### Почетни членства
- 2005 Почетен член на Американската академия на изкуствата и литературата
- 2008 Почетен член на Отдела за социални науки на Китайската академия
- 2008 Почетен член на Американската академия на науките и изкуствата